# Česká Miss 2014
Česká Miss 2014 byl 10. ročník jediné české národní soutěže krásy Česká Miss.

## Semifinále
Ve čtvrtek 12. prosince 2013 se konalo semifinále České Miss 2014. V porotě usedli: předsedkyně poroty a prezidentka soutěže Mgr. Michaela Bakala, Miss Earth 2012 Tereza Fajksová, DiS., Česká Miss Earth 2013 Bc. Monika Leová, Česká Miss World 2013 Lucie Kovandová, moderátor Libor Bouček, Mgr. Iva Kubelková, Česká Miss 2006 Renata Langmannová, Česká Miss 2013 Bc. Gabriela Kratochvílová.
Z 53 semifinalistek z 8 veřejných castingů vybrala porota 10 dívek, které stráví soustředění na Mauriciu. Dívky absolvovaly hodinu kreolštiny, kterou se na Mauritiu kromě angličtiny a francouzštiny domluví. Simona Dvořáková jako vítězka Miss Golf postoupila do semifinále automaticky.

## Finále
Finálový večer se konal 29. března 2014 v Praze. Přímý přenos byl vysílán televizní stanicí Prima. Slavnostní večer moderoval Libor Bouček. V průběhu slavnostního večera vystoupili například Karel Gott, Celeste Buckingham, Lucie Bílá, Václav Noid Bárta nebo kapela Chinaski.
V porotě usedla mimo jiné Mgr. Michaela Bakala, Ondřej Moravec, Iva Kubelková, Ondřej Měšťák, Václav Noid Bárta, Sophia Loren, a další.
Byla vyhlášena i vítězka ankety Česká Miss Sympatie z uplynulých devíti ročníků. Stala se jí Bc. Gabriela Kratochvílová, Česká Miss 2013.
Vítězkou se stala studentka Gabriela Franková, která pochází z Brna a živí se jako modelka. Korunovala ji předsedkyně poroty Sophia Loren. Vítězku vybrali samotní diváci a to na základě hlasování pomoci SMS zpráv. 

## Finalistky soutěže
Finále soutěže se zúčastnilo celkem 10 dívek:
- Gabriela Bendová (č. 1)
- Kristýna Svobodová (č. 2)
- Simona Šimková (č. 3)
- Simona Dvořáková (č. 4)
- Nikola Buranská (č. 5)  – Stala se Blesk Česká Miss Earth 2014
- Bc. Kamila Bezpalcová (č. 6)
- Bc. Tereza Skoumalová (č. 7)  – Stala se Česká Miss World 2014
- Veronika Kašáková (č. 8)
- Martina Hlavničková (č. 9)
- Gabriela Franková (č. 10)  – Stala se Česká Miss 2014 a držitelkou titulu Česká Miss posluchačů Frekvence 1 2014

## Konečné pořadí
| Česká Miss 2014 – Gabriela Franková           |
| Česká Miss World 2014 – Bc. Tereza Skoumalová |
| Blesk Česká Miss Earth 2014 – Nikola Buranská |

Vedlejší tituly
- Česká Miss Frekvence 1 – Gabriela Franková

## Zajímavosti
- Nikola Buranská se zúčastnila České Miss 2012, ale probojovala se pouze do semifinále.
- Kristyna Svobodová se zúčastnila České Miss 2013, ale probojovala se pouze do semifinále.